# Estación Bosa (estación)
La estación sencilla Estación Bosa hace parte del sistema de transporte masivo de Bogotá, TransMilenio, inaugurado en el año 2000.

## Ubicación
La estación está ubicada en Autopista Sur entre las calles 63 sur y 65 C sur en Bosa al sur de la ciudad. Atiende la demanda de los barrios Bosa La Azucena, El Perdomo y Casabianca
En las cercanías se encuentran el Terminal de Transportes del Sur y la Zona Industrial de Cazucá.

## Origen del nombre
La estación recibe su nombre del barrio Bosa La Estación en el cual está ubicada, justo en el límite con el municipio de Soacha.

## Historia
La estación fue pensada para ser construida en el año 2013 para que atendiera la demanda de la localidad de Bosa con una aproximación de 8000 pasajeros diarios, Las obras están a cargo del Consorcio Estación Bosa 2013 y la interventoría del Consorcio Interventores IDU. El 19 de noviembre de 2015 el Instituto de Desarrollo Urbano anunció la finalización de la construcción de la estación.
Durante el Paro nacional de 2019, la estación sufrió diversos ataques que afectaron de forma considerable las puertas de vidrio y demás infraestructura de la estación, razón por la cual no estuvo operativa por algunos días luego de lo ocurrido.
Durante el Paro nacional de 2021, la estación sufrió diversos ataques que afectaron de forma considerable las puertas de vidrio y demás infraestructura de la estación, razón por la cual se encontró inoperativa. Por ello se implementó un servicio circular como contingencia.

## Servicios de la estación

### Servicios troncales
| Tipo                                              | Rutas al Norte | Rutas al Oriente | Rutas al Sur |
| ------------------------------------------------- | -------------- | ---------------- | ------------ |
| Expresos todos los días todo el día               | E42            |                  | G42          |
| Expresos lunes a sábado todo el día               |                | L41              | G41          |
| Expresos lunes a viernes hora pico mañana y tarde | G45            |                  | G45          |
| Expresos sábados hora pico mañana y tarde         | B46            |                  | G46          |
| Expresos sábados hora pico de la mañana           | G45            |                  | G45          |

### Esquema
| ← Norte      |         |         |
| Calle 63 Sur | B46L41  | E42G45  |
| Puente       | Vagón 2 | Vagón 1 |
| Calle 63 Sur | G45G46  | G41G42  |
| Sur →        |         |         |

### Servicios urbanos
Así mismo funcionan las siguientes rutas urbanas del SITP en los costados externos a la estación, circulando por los carriles de tráfico mixto sobre la Avenida NQS, con posibilidad de trasbordo usando la tarjeta TuLlave:
| Código | Sector            | Dirección              | Rutas        |
| ------ | ----------------- | ---------------------- | ------------ |
| 523A09 | G Br. La Estación | Autopista Sur - KR 77G | 10-3G505G514 |

## Ubicación geográfica
| Noroeste: Comuna 3 La Despensa (Soacha) - Bosa | Norte: Bosa         | Nordeste: Bosa                                  |
| Oeste: Comuna 3 La Despensa (Soacha)           |                     | Este: G Portal Sur - JFK Cooperativa Financiera |
| Suroeste: G La Despensa (estación)             | Sur: Ciudad Bolívar | Sureste: Ciudad Bolívar                         |